# Catalogue d'étoiles

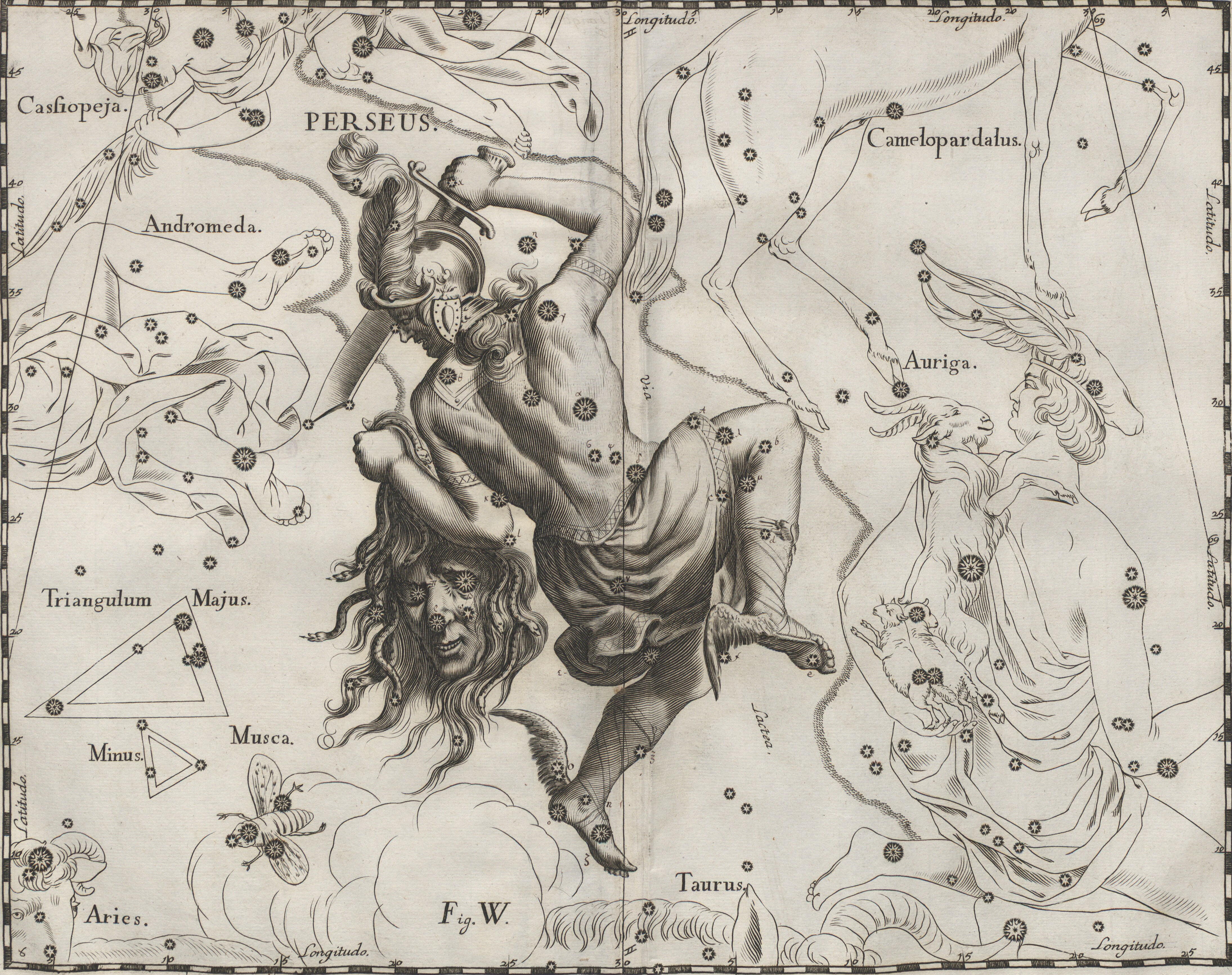
Une illustration de la constellation de Persée (d'après Persée de la mythologie grecque) tirée du catalogue d'étoiles publié par l'astronome allemand Johannes Hevelius en 1690.

Un catalogue d'étoiles est un catalogue astronomique recensant des étoiles. Les étoiles regroupées dans un tel catalogue peuvent couvrir tout le ciel (dans la limite observationnelle de ceux qui le créent), se limiter à une région du ciel, aux étoiles plus brillantes qu'une certaine magnitude ou situées en deçà d'une certaine distance, ou encore aux étoiles doubles et multiples ou aux variables par exemple.
De nombreuses étoiles ne sont identifiées que par un numéro de catalogue. Il existe de nombreux catalogues d'étoiles produits à diverses fins au cours des années et cet article n'évoque que les plus fréquemment mentionnés. La plupart des catalogues récents sont disponibles électroniquement et peuvent être librement téléchargés depuis divers sites dont l'Astronomical Data Center de la NASA (voir les liens ci-dessous).

## Catalogues historiques

### Cartes et catalogues chinois
La première carte d'étoiles (en) connue, datée d'environ 4 000 ans av. J.-C., a été trouvée près de Puyang (province du Henan) sur un mur d'une tombe néolithique du site de Xishuipo. Constituée de coquilles, elle dessine les astérismes de la Grande Casserole, du Tigre et du Dragon azur, plus cinq étoiles individuelles. Elle est suivie vers 1000 av. J.-C. par la carte de Wuxian (en) qui comporte 141 étoiles de 44 constellations et de nombreuses autres, sur divers supports, à partir de 500 av. J.-C.
Les premiers noms d'étoiles apparaissent sur des os oraculaires datant de la dynastie Shang (env. 1600-1050 av. J.-C.). Les plus vieux catalogues qui nous soient parvenus sont attribués à Shi Shen et Gan De, deux astronomes et astrologues semi-légendaires du IVe siècle av. J.-C. Le Manuel d'étoiles de maître Shi comporte le positionnement de 121 étoiles. Les calculs modernes de précession des équinoxes indiquent qu'environ la moitié de ces positionnements remonte effectivement aux environs de 355 av. J.-C. (ce qui fait du Manuel le plus ancien catalogue conservé jusqu'à nos jours), l'autre moitié ayant été rectifiée vers 125 apr. J.-C.,.

### Catalogues de Timocharis et d'Hipparque
Le premier catalogue d'étoiles du monde occidental est celui de Timocharis d'Alexandrie (IIIe siècle av. J.-C.), aujourd'hui perdu mais auquel l'astronome, géographe et mathématicien grec Hipparque a eu accès. Hipparque réalise son propre catalogue au IIe siècle av. J.-C. et, en confrontant ses observations à celles de Timocharis, découvre la précession des équinoxes.
Le catalogue d'Hipparque est connu de Ptolémée trois siècles plus tard, mais on le pensait perdu depuis. En  2022, des fragments de ce catalogue sont retrouvés par imagerie multispectrale (en) du Codex Climaci Rescriptus, un palimpseste. Ces fragments sont plus précis que les éléments correspondants du catalogue de Ptolémée.

### Catalogue de Ptolémée
Le catalogue de Ptolémée, publié au IIe siècle dans son Almageste et en partie basé sur celui d'Hipparque, liste 1 022 étoiles visibles depuis Alexandrie. Ce sera le catalogue de référence des mondes occidental et arabe pendant plus de mille ans.

### Uranometria(désignation de Bayer)
Deux systèmes introduits par les catalogues historiques ont encore cours. Le premier provient de l'Uranometria de Bayer et est utilisé pour les étoiles brillantes. Elles reçoivent une lettre grecque suivi du génitif de la constellation où elles se trouvent (par exemple, Alpha Centauri ou Beta Cygni), suivant en principe l'ordre décroissant des luminosités des étoiles (en pratique rares sont les constellations dont les étoiles alpha à delta sont effectivement classées par ordre décroissant de luminosité). Le principal inconvénient du système de Bayer est le nombre restreint de lettres dans l'alphabet grec (24). Il est facile d'être à court de lettres avant d'avoir désigné toutes les étoiles brillantes, particulièrement avec de grandes constellations comme Éridan.

### Historia coelestis Britannica(désignation de Flamsteed)
Le second système provient du Historia coelestis Britannica de John Flamsteed. Il utilise lui aussi les génitifs des constellations, mais numérote les étoiles plutôt que d'utiliser des lettres grecques (exemple, 61 Cygni et 47 Ursae Majoris), et les classe par ordre croissant d'ascension droite.

## Catalogues plein ciel
Bayer et Flamsteed ne cataloguent que quelques milliers d'étoiles. En théorie, un catalogue plein ciel devrait répertorier toutes les étoiles du ciel. Il y a, cependant, littéralement des centaines de millions, voire des milliards d'étoiles résolubles par les télescopes, aussi est-ce une tâche impossible ; ces catalogues se limitent à lister toutes les étoiles plus brillantes qu'une magnitude apparente donnée.

### Catalogue Henry Draper (HD/HDE)
Le Catalogue Henry Draper a été publié dans les années 1918–1924. Il couvre tout le ciel jusqu'à la neuvième ou dixième magnitude, et a la particularité d'être le premier à répertorier les types spectraux des étoiles à grande échelle.
Il a été compilé par Annie Jump Cannon et ses collaborateurs à l'observatoire de l'université Harvard sous la supervision d'Edward Charles Pickering. Il porte le nom de Henry Draper, dont la veuve avait financé l'effort.
Les numéros HD sont fréquemment utilisés de nos jours lorsque l'étoile ne compte aucune désignation Bayer ou Flamsteed. Les étoiles 1 à 225300 sont dans le catalogue original et sont en ordre d'ascension droite croissante pour l'époque 1900.0. Les étoiles 225301 à 359083 sont dans le supplément publié en 1949. Ces dernières peuvent être désignées HDE (Henry Draper Extension), mais on utilise néanmoins souvent HD car il n'y a aucun risque de confusion.

### Bonner Durchmusterung (BD/CD/CPD)
Le Bonner Durchmusterung et ses mises à jour étaient les catalogues pré-photographiques les plus complets. Le Bonner Durchmusterung lui-même fut publié par Friedrich Wilhelm Argelander, Adalbert Krüger et Eduard Schönfeld entre 1852 et 1859. Il comptait 320 000 étoiles à l'époque 1855.0.
Comme il ne couvrait que l'hémisphère céleste septentrional et une partie de l'austral (étant compilé depuis l'observatoire de Bonn), il fut augmenté par le Sudentliche Durchmusterung (SD), qui couvrait les déclinaisons de -1 à -23 degrés (1886, 120 000 étoiles). Il fut complété par le Córdoba Durchmusterung (580 000 étoiles), qui fut d'abord compilé à Córdoba en Argentine en 1892 à l'initiative de John M. Thome. Il couvre les déclinaisons de -22 à -90. Enfin, le Cape Photographic Durchmusterung (1896, 450 000 étoiles), compilé au Cap en Afrique du Sud, couvre les déclinaisons de -18 à -90.
Les astronomes préfèrent les désignations HD, car ce catalogue donne le type spectral, mais comme les Durchmusterungs sont plus complets, on utilise parfois leurs désignations lorsque le Draper fait défaut. Néanmoins de nombreux catalogues donnent les renvois aux Durchmusterungs sans spécifier lequel est utilisé à chaque fois, ce qui cause de la confusion dans les zones de recoupement.
Les noms d'étoiles de ces catalogues incluent les initiales du catalogue (bien que le Sudentliche suive l'exemple du Bonner et utilise BD ; CPD est fréquemment raccourci à CP), suivi de l'angle de déclinaison de l'étoile (tronqué, allant ainsi de +00 à +89 et de -00 à -89), suivi d'un chiffre. Par exemple, BD+50°1725 ou encore CD-45°13677.

### Catalogue SAO
Le catalogue Smithsonian Astrophysical Observatory est un atlas photographique du ciel, complet jusqu'à environ la neuvième magnitude, et qui répète donc une bonne partie du catalogue Henry Draper. L'époque des coordonnées de l'édition la plus récente est J2000.0. Le catalogue SAO contient une donnée importante de plus que le Draper, le mouvement propre des étoiles, aussi le préfère-t-on lorsque cette donnée est importante. Les renvois aux catalogues Draper et Durchmusterung sont également utiles.
Les noms SAO utilisent le préfixe SAO suivi d'un chiffre. Ces chiffres sont assignés en 18 bandes de dix degrés de déclinaison, triés en ordre d'ascension droite croissante à l'intérieur de chaque bande.

### Astrophotographic catalogue
Le Catalogue astrographique (Astrographic Catalogue) faisait partie du programme international de la Carte du Ciel, qui visait à photographier et mesurer les positions de toutes les étoiles jusqu'à la magnitude 11. Au total, plus de 4,6 millions d'étoiles furent observées, dont certaines aussi faibles que la 13e magnitude. Ce projet débuta à la fin du XIXe siècle ; les observations furent faites entre 1891 et 1950. L'effort fut réparti entre 20 observatoires, en découpant le ciel en zones de déclinaison. Chaque observatoire exposa et mesura des plaques photographiques de sa zone, en utilisant un télescope normalisé afin que les plaques aient toutes la même échelle d'environ 60 secondes d'arc par millimètre. L'observatoire naval des États-Unis (U.S. Naval Observatory) est maintenant responsable de ce catalogue, qui en est à son édition 2000.2.

### Catalogue USNO-B1.0
USNO-B1.0 est un catalogue plein ciel créé par les chercheurs de l'observatoire naval des États-Unis (U.S. Naval Observatory) qui donne les positions, mouvements propres, magnitudes (à travers divers filtres de couleur) et indices étoile/galaxie pour 1 042 618 261 objets extraits de 3 643 201 733 observations. Les données furent obtenues en numérisant 7 435 plaques de Schmidt exposées lors de divers arpentages du ciel des derniers 50 ans. USNO-B1.0 est considéré couvrir tout le ciel, jusqu'à la magnitude V = 21, avec une précision astrométrique de 0,2 seconde d'arc à l'époque J2000.0, une précision photométrique de 0,3 magnitude (dans jusqu'à cinq couleurs), et une fiabilité de 85 % pour la catégorisation des objets non-stellaires (plus la magnitude limite est faible, plus les galaxies lointaines ont tendance à dominer le décompte des objets).

## Catalogues astrométriques
Les catalogues astrométriques ont pour fonction de repérer un certain nombre d'objets célestes avec la plus grande précision possible. C'est plus la précision du positionnement que la taille du catalogue qui est privilégiée ici. Les objets de ces catalogues servent ensuite de repère pour la position de tous les objets étudiés. Ces catalogues doivent donc offrir une couverture relativement uniforme du ciel, de façon à éviter qu'un objet céleste se trouve trop éloigné des membres du catalogue astrométrique utilisé. Pour procéder à un positionnement le plus précis possible, les éléments des catalogues astrométriques doivent être ponctuels (dans la limite de la résolution atteignable), et suffisamment brillants. Les étoiles ont de ce fait longtemps été utilisées dans ces catalogues. Désormais, ce sont des sources radio compactes (en général des quasars) qui sont utilisées (voir ICRF ci-dessous).

### Catalogues Hipparcos et Tycho
Le catalogue Hipparcos a été compilé à partir des données recueillies par le satellite astrométrique Hipparcos de l'Agence spatiale européenne, entre 1989 et 1993. Publié en juin 1997, il contient 118 218 étoiles. Ses mesures de parallaxe sont beaucoup plus précises que celles obtenues par les observatoires au sol.
Les catalogues Tycho…

### International Celestial Reference Frame(ICRF)
C'est le catalogue astrométrique le plus précis à ce jour. Contrairement à ses prédécesseurs, il n'est pas basé sur des observations d'étoiles (dont la position n'est pas fixe du fait de leur mouvement propre), mais sur des sources radio suffisamment lointaines pour que leur mouvement propre soit négligeable sur plusieurs siècles. L'utilisation de sources radio plutôt que d'objets émettant dans le domaine visible du spectre électromagnétique est une conséquence du fait que les déterminations les plus précises de position se font grâce à l'interférométrie à très longue base que l'on ne sait pour l'heure pas faire autrement que dans le domaine radio.

### Catalogue Gaia
Pour un article plus général, voir Gaia.
La mission Gaia fournit le 14 septembre 2016 un premier catalogue, Gaia DR1, couvrant la position et magnitude de plus d'un milliard d'étoiles. Le catalogue Gaia complet sera publié en 2022.

## Catalogues spécialisés
Les catalogues spécialisés ne cherchent pas à répertorier toutes les étoiles du ciel ; ils visent plutôt à répertorier un type particulier d'étoile, comme les étoiles variables ou les étoiles proches.

### Catalogues d'étoiles doubles et multiples

#### Catalogue ADS
Le catalogue des étoiles doubles de Robert Grant Aitken
liste 17 180 étoiles doubles au nord de la déclinaison -30 degrés.

### Catalogues d'étoiles proches

#### Catalogues Gliese
Ce catalogue recense les étoiles situées à moins de 25 parsecs du système solaire.

#### Catalogue GCTP
Le General Catalogue of Trigonometric Parallaxes, d'abord publié en 1952 et plus tard remplacé par le New GCTP (qui en est à sa quatrième édition), compte près de 9 000 étoiles. À la différence du Gliese, il ne s'arrête pas à une distance donnée ; il cherche plutôt à répertorier toutes les mesures de parallaxe effectuées. Il donne également les coordonnées à l'époque 1900, la variation séculaire, le mouvement propre, la parallaxe absolue moyenne pondérée et son écart-type, le nombre d'observations, la qualité d'accord entre les différentes valeurs, la magnitude visuelle et divers renvois à d'autres catalogues. D'autres données sont cataloguées, incluant la photométrie UBV, le type spectral, la variabilité ou binarité des étoiles (incluant les orbites lorsque disponibles), et diverses autres données pertinentes à l'évaluation de la fiabilité des mesures.

### Catalogues de mouvements propres
Une méthode de détection d'étoiles voisines est la recherche de mouvements propres élevés. Plusieurs catalogues existent, notamment :

### Autres

#### Catalogues deKepler
Le Kepler Input Catalogue (KIC, littéralement « Catalogue d'entrées de Kepler ») est le catalogue répertoriant l'ensemble des cibles potentielles du télescope spatial Kepler. Lorsqu'un candidat compagnon d'une des étoiles du KIC est repéré, le système reçoit un numéro KOI : Kepler Object of Interest (« Objet d'intérêt de Kepler »). Si le candidat est confirmé, l'objet reçoit un numéro « Kepler » : par exemple, Kepler-22 autour de laquelle orbite }
Kepler-22 b.